# The 7th Blues
The 7th Blues – siódmy album studyjny japońskiego zespołu B’z, wydany 2 marca 1994 roku. Osiągnął 1 pozycję w rankingu Oricon i pozostał na liście przez 16 tygodni, sprzedał się w nakładzie 1 630 450 egzemplarzy. Album zdobył status płyty Milion.

## Lista utworów

### DISC 1
| Nr  | Tytuł                                      | Czas |
| --- | ------------------------------------------ | ---- |
| 1.  | „LOVE IS DEAD”                             | 6:19 |
| 2.  | „Odekake shimasho” (jap. おでかけしましょ) | 3:27 |
| 3.  | „Miseinen „ (jap. 未成年)                  | 4:34 |
| 4.  | „Yami no ame” (jap. 闇の雨)                | 4:48 |
| 5.  | „MY SAD LOVE”                              | 3:58 |
| 6.  | „Queen of Madrid”                          | 4:50 |
| 7.  | „Himitsu na futari” (jap. ヒミツなふたり)  | 4:02 |
| 8.  | „Strings of My Soul”                       | 5:52 |
| 9.  | „Akai kawa” (jap. 赤い河)                  | 6:21 |
| 10. | „WILD ROAD”                                | 4:20 |

### DISC 2
| Nr  | Tytuł                                                   | Czas |
| --- | ------------------------------------------------------- | ---- |
| 1.  | „Don’t Leave Me”                                        | 4:23 |
| 2.  | „Sweet Lil' Devil”                                      | 6:13 |
| 3.  | „THE BORDER”                                            | 4:50 |
| 4.  | „JAP THE RIPPER”                                        | 5:51 |
| 5.  | „SLAVE TO THE NIGHT”                                    | 5:08 |
| 6.  | „Haru” (jap. 春)                                        | 5:39 |
| 7.  | „Yaburenu yume o hikizutte” (jap. 破れぬ夢をひきずって) | 6:27 |
| 8.  | „LADY NAVIGATION”                                       | 6:09 |
| 9.  | „Mō kari makka” (jap. もうかりまっか)                   | 3:17 |
| 10. | „farewell song”                                         | 6:23 |

## Notowania
| Lista                                 | Pozycja |
| ------------------------------------- | ------- |
| Oricon Weekly Albums Chart            | 1       |
| Oricon Yearly Albums Chart (rok 1994) | 4       |

## Muzycy
- Tak Matsumoto: gitara, elektryczny sitar, kompozycja i aranżacja utworów
- Kōshi Inaba: wokal, teksty utworów, chórek (oprócz DISC1 #8, DISC2 #7-9)
- Masao Akashi: bas (#7), manipulator, aranżacja
- Jun Aoyama: perkusja, kotły (DISC2 #6)
- Takanobu Masuda: Organy Hammonda (DISC1 #2, #6, #10, DISC2 #1, #5), pianino akustyczne (DISC1 #8)
- Akira Onozuka (DIMENSION): pianino akustyczne (DISC1 #1, #3, #4 DISC2 #6, #8-10), Korg SG-1.KORG (DISC1 #5), Fender Rhodes (DISC2 #3), pianino elektroniczne (SG-1&DX-7) (DISC2 #7)